# Andrei Petrescu
Andrei Petrescu (n. 19 august 1985, Buzău, România) este un fotbalist român care evoluează în prezent la CS Buftea. De-a lungul carierei a evoluat la Gloria Buzău, FC Caracal, Rapid, Ceahlăul Piatra-Neamț, FC Săcele, Concordia Chiajna, FC Snagov și la CF Brăila.
Din 2021, activează în presa sportivă, la Gazeta Sporturilor. A fost redactor online, apoi reporter de teren. Merge la meciuri de fotbal și alte acțiuni sportive, realizează interviuri si reportaje, aducând în fața cititorilor săi importante informații cu privire la desfășurarea acestora.